# Петровский переулок (Санкт-Петербург)
Петро́вский переулок — переулок в Петроградском районе Санкт-Петербурга. Проходит от Ждановской набережной до улицы Красного Курсанта.

## История
Название Петровский переулок известно с 1849 года, дано по Петровскому острову, на который ведёт переулок.

## Достопримечательности
- 4-й Ждановский мост